# Spoorlijn Delmenhorst - Lemwerder
De spoorlijn Delmenhorst - Lemwerder was een Duitse spoorlijn in Nedersaksen en was als spoorlijn 1563 onder beheer van DB Netze.

## Geschiedenis
Het traject werd door de Deutsche Reichsbahn geopend op 1 november 1922. Sinds 27 mei 1962 is er geen personenvervoer meer op de lijn. Tot 2009 was er goederenvervoer tot aan Lembergen waarna het gedeelte van Altenesch tot Lembergen werd gesloten en opgebroken. In 2014 is besloten om ook het resterende gedeelte van de lijn te sluiten.

## Aansluitingen
In de volgende plaats was er een aansluiting op de volgende spoorlijnen:
Delmenhorst
DB 1500, spoorlijn tussen Oldenburg en Bremen
DB 1560, spoorlijn tussen Delmenhorst en Hesepe
DB 9150, spoorlijn tussen Delmenhorst en Harpstedt